# Jasikovica
Jasikovica (en serbe cyrillique : Јасиковица) est un village de Serbie situé dans la municipalité de Trstenik, district de Rasina. Au recensement de 2011, il comptait 581 habitants.
Jasikovica est également connue sous le nom de Mala Jasikovica.

## Démographie

### Évolution historique de la population
| 1948 | 1953  | 1961  | 1971 | 1981 | 1991 | 2002 | 2011 |
| ---- | ----- | ----- | ---- | ---- | ---- | ---- | ---- |
| 883  | 1 032 | 1 021 | 900  | 905  | 840  | 670  | 581  |

|  |